# イタズ 熊
『イタズ 熊』は、1987年に公開された東映＝こぶしプロダクション製作、東映配給による日本映画。
イタズとは東北地方の方言で"神からの授かりもの"ということで尊んだクマ、マタギ言葉でクマを意味する。1982年に『マタギ』を監督した後藤俊夫による2本目のマタギ関連映画。大正末期の秋田地方、人の手で育てられ野に放たれた子熊が成長し、人と闘わねばならない悲劇的な運命を、丹念な自然描写で綴った動物映画である。
1987年、第42回毎日映画コンクール・日本映画優秀賞。文部省特選。

## ストーリー
「一発銀蔵」と異名をとるほどの鉄砲射ちの名人の銀蔵だが、酒癖の悪さと気性の激しさからケンカ沙汰を起こし、収監されていた。
1928年（昭和3年）、銀蔵は10年ぶりに、戦死した息子の嫁キミと孫の一平の住む秋田県阿仁村の我が家へ戻る。
鉱山景気にわく村では、マタギは人数を減らしていた。
そんなさなか、「片耳」と呼ばれる人喰い熊が村を襲った。村長は20円の賞金を出し、クマ狩りを行わせるが、成功するマタギがいない。
狩人たるマタギの誇りをかけた銀蔵が追跡して三日目、渓谷で片耳を見つけ、村田銃で射とめる。しかしその晩、それはマタギの掟（山立根本之巻：やまだてこんぽんのまき）で殺すことを禁じられている子持ちの母熊だったと銀蔵は気が付く。
銀蔵は銃を退け、罪ほろぼしの意味で、その子熊「ゴン太」を自分で育てることにすると、孫の一平がゴン太の世話を買って出た。
1年たったころ、子熊のゴン太はすくすくと成長していた。
孫の一平はゴン太を可愛がり、一緒に過ごしていたが、ゴン太のいたずらはエスカレートし、田畑や鶏小屋まで荒すようになったため、銀蔵はゴン太を自然の中に帰すことにし、目隠ししたゴン太を山奥へと連れて行った。
それから又1年。鉱山の技師長たちが山へ猟に出たとき、突然巨熊が現われる。それは成長したゴン太だった。鉱山の人たちは銃で応戦し、ゴン太は頭部に傷を負う。
やがて冬になると、人を恐れぬ巨熊ゴン太が村にまで現れる。キミが襲われたり、死者も出る惨事が起きた。
その時、銀蔵は喧嘩をし留置場に入れられていたが、「巨熊を仕留める」という条件で釈放されることに。
翌朝、銀蔵は約束通り雪山へ入った。標的がゴン太だと判っている銀蔵は葛藤を抱えるも、銃をひきゴン太を倒すことに成功する。しかし、銃声によって雪崩が起こり、銀蔵は呑み込まれて死ぬ。

## スタッフ
- 監督 - 後藤俊夫[11]
- 監修 - 矢部恒
- マタギ指導 - 鈴木松治
- プロデューサー - 桑山和之
- 原案 - 後藤俊夫
- 脚本 - 小野竜之助
- 音楽 - 佐藤勝
- 主題歌 - 『イタズ』（イルカ）
- 撮影 - 山崎尭也
- 美術 - 春木章、後藤俊夫
- 編集 - 鍋島惇
- 助監督 - 山下龍次郎
- 録音 - 本田孜
- 照明 - 粟木原毅
- 効果 - 原尚
- 特殊撮影 - デン・フィルム・エフェクト
- 現像 - 東映化学
- スタジオ - 東映東京撮影所
- 製作提携 - 日本テレビ放送網、電通

## キャスト
- 岩田銀蔵 - 田村高廣
- 岩田キミ - 桜田淳子
- 岩田一平 - 宮田浩史
- 橋本常治 - 小島三児
- 野村げん - 清川虹子
- 山本（地主） - 草薙幸二郎
- 大林 - 樋浦勉
- 佐野 - 長谷川弘
- 越智平作 - 由利徹
- 警察署長 - 矢口高雄
- 雪橇の馭者 - 相馬剛三
- 茶屋女将 - 堀永子
- 用心棒A - 吉原正皓
- 用心棒B - 長沢義典
- 抗夫A - 江幡高志
- 抗夫B - 中田博久
- 田代栄治 - 佐藤B作
- 鉱山技師長 - マテス・ゲオーク
- 高原 - 辰巳柳太郎

## 製作

### 企画
本作は東映岡田茂社長の肝煎り企画だった1990年の日ソ合作映画『オーロラの下で』の製作過程で生まれた映画である。
岡田は1972年に東映洋画を設立して以降、ソ連と商売上の取り引きが生まれ、ソ連との合作映画の製作に意欲を燃やした。1980年の『甦れ魔女』でそれは実現されたが、興行は大失敗。しかしこれに懲りず、シベリアオオカミの企画を立て、1983年5月に構想を発表し、仮タイトル『シベリア狼』としてソ連サイドに打診し、1984年2月にソ連モスフィルムと合作合意に至ったが、同年5月のミハイル・ゴルバチョフソビエト連邦共産党書記長就任と同時にペレストロイカによって、従来の映画製作者が交代し、新政権の合意が必要となり製作が難航、1987年5月に再度、新政権の合意を得なければならなくなった。ソ連サイドから後藤俊夫の監督は了承を得ていて、岡田や製作を指揮させた矢部恒プロデューサー、後藤や脚本の大和屋竺らが調整のため、何度もソ連に足を運び、後藤は製作に入るまでに8回ソ連に渡航しており、かなりお金を突っ込んでいた。ペレストロイカ直後のソ連は国が混乱し、製作が不透明で、映画大臣もコロコロ代わり、一度のチャンスを逃したら映画は製作中止に追い込まれそうな状況で、監督を頼んでいた後藤俊夫も段々ボルテージを下げていた。このタイミングで後藤がスタッフも困っていると、岡田に「『マタギⅡ』をやらせて下さい」と訴えてきたため、やむなく二年がかりで本作を作らせた。『オーロラの下で』は特殊な映画で、後藤に監督を降板されては元も子もなかった。本作で監修としてクレジットされている東映の矢部恒プロデューサーは、岡田社長の指示で1980年の『甦れ魔女』から、ずっとソ連のモスフィルムとコンタクトをとっていた。『イタズ 熊』の製作時に東映が戸川幸夫に監修を頼み、製作中に後藤と戸川が親しくなり、戸川の隠れたベストセラー『オーロラの下で』の映画化権を東映が買って、1990年の日ソ合作『オーロラの下で』が製作された。

### 撮影
1985年春から1987年4月まで、実質的な撮影は約1年。秋田県内で長期ロケを敢行。撮影は秋田県の阿仁町（現北秋田市）、南秋田郡五城目町北ノ又・蛇喰地区。
当地での撮影は1986年4月20日から5月7日までと、以降断続的に撮影を続け、ロケ述べ日数は120日を予定。撮影には地元町職員や子どもたちがエキストラとして参加し、撮影資材の調達等、撮影に協力した。
桜田淳子の職場設定の撮影は、鹿角郡小坂町小坂鉱山。阿仁町を舞台にしたマタギ映画は他に『マタギ』(1982)もある。
クマは北海道登別市ののぼりべつクマ牧場の160頭（当時）の中から面相や毛並みの良い個体を選び、子熊は成長段階に合わせて6頭を使った。
映画撮影のあとのゴン太は、阿仁熊牧場にて飼育され余生を過ごした（阿仁マタギの里熊牧場も参照）。

### キャスティング
出番は少ないが、桜田淳子は秋田出身という便宜的な理由ではなく、後藤監督が役にふさわしい女優と考え、出演オファーした。桜田は「私で良かったら使って下さい」と快諾。テレビで少しだけ母親役をやったことはあるが、本格的な母親役は本作が初めて。全国キャンペーンの前に2回映画を鑑賞し、「自分の生まれた故郷がこんなにきれいだったのかしら」という感慨があったという。ただ、それまでの映画テレビのスタッフに比べて、本作のスタッフが汚過ぎてビックリしたと話している。
老マタギの孫で、桜田の息子を演じる少年「岩田一平」役はオーディションで1,500人の中から地元の小学校に通う子を選んだ。

## 興行
公開当時は『南極物語』の大ヒット以降、『子猫物語』『ドン松五郎の生活』『ラッコ物語』『ハチ公物語』など、動物映画ブームであったが、「単なる動物見世物映画ではない！」と、ブームに便乗した映画とは一線を画す姿勢と自負を打ち出し、宣伝プロモーションを強調した。
1987年8月29日から、ロケの行われた秋田東映パラスで先行ロードショー。絶賛を博し、1987年9月5日から全国で封切られた。東京は東映洋画系の劇場と東急レクリエーションの劇場で上映。東映本番線は『女衒 ZEGEN』。

## 作品の評価
鬼頭麟平は「動物、自然を扱った作品のため多分にドキュメント・タッチと思われがちだが、東映の娯楽作品を書き続けた小野竜之助の脚本は、ドラマ性も豊かでプログラムピクチュアの魅力を備えたエンタテインメントとして結構を整えた映画に仕上げている」と評価した。
1987年7月の第15回モスクワ国際映画祭に特別招待された。